# Chocolate (comediante)
Dorival Silva, mais conhecido como "Chocolate" (Rio de Janeiro, 20 de dezembro de 1923 — 27 de junho de 1989), foi compositor de melodias e atuou como comediante do rádio AM e da TV do Rio e de São Paulo, nas décadas de 1950 e 1960.

## Biografia
Elizeth Cardoso gravou sua música Canção de Amor, letra de Elano de Paula em 1950. Essa música a projetou para todo o Brasil e manteve-se nas paradas de sucesso por quase um ano. Em 1953, fez sucesso com o samba "É tão gostoso, seu moço", parceria com Mário Lago, gravada por Nora Ney na Continental. No mesmo ano, gravou seu segundo disco pela Todamérica com a marcha "Gênio mau", de Antônio Almeida e Otávio Faria e o samba "Com mulher...só assim", de Luiz Antônio.
Em 1954, obteve novo sucesso, desta vez com o samba-canção Vida de bailarina, parceria com Américo Seixas, gravada por Ângela Maria na Copacabana, e que Elis Regina relançou em 1972.
Em 1957, seu Hino ao músico, também conhecida como "Hino à música", parceria com Nancy Wanderley, se tornou prefixo do programa Chico Anysio Show. A música, cuja autoria também é atribuída a Chico Anysio- na época casado com Nancy - tornou-se um grande sucesso e saudava o talento do músico brasileiro.
Atuou como comediante, durante as décadas de 1950 e 1960, com muito sucesso, nas emissoras de rádio e televisão, no eixo Rio–São Paulo. Participou com destaque do programa de TV - A Praça da Alegria, com Manuel de Nóbrega sentado no banco branco da praça. Em 1958 foi um dos protagonistas do filme "Vou Te Contá...".
Em 1986, apresentou, na TV Record, o programa infantil Chocolate para Crianças no horário vespertino, ficando apenas três meses no ar (se tornando o primeiro negro a apresentar um programa de TV infantil no Brasil). Ainda atuou no humorístico Só Riso na Praça da Rede Bandeirantes como o personagem "Tião Morumbi". Faleceu em 1989, aos 65 anos. Seu túmulo, localizado no Cemitério de São João Batista, foi revisitado em forma de homenagem por Welson Rocha, do canal "Meu Brasil de Histórias", do YouTube. 
Em 1990, Caetano Veloso regravou a Canção de amor.

## Composições
- 1952 - Teu ciúme, com Lourival Faisal - Não brinco em serviço, de Luiz Antonio, Roda Viva -gravadas por Eliseth Cardoso.[6]
- 1953 - É tão gostoso seu moço (com Mário Lago) - gravado por Nora Ney.[6]
- 1953 - Gênio mau (Antonio Almeida/Otávio Faria) e o samba Com mulher … só assim, de Luiz Antonio.
- 1954 - Vida de bailarina (com Américo Seixas) - gravação de Ângela Maria. Regravado em 1972 por Elis Regina.[6]
- 1954 - Elizeth Cardoso grava o samba Vida vazia e Vera Lúcia o samba canção Eu sei que você não presta, as duas compostas por Mário Lago.
- 1955 - Triste melodia, com Di Veras - gravado por Cauby Peixoto.
- 1957 - Hino ao Músico (c/ Chico Anysio/Nanci Wanderley). A música se tornou prefixo do programa Chico Anysio Show e dos espetáculos de Chico Anysio, sendo acompanhado ao violão por Manuel da Conceição.[2]
- 1961 - Tira a mão daí (Arquimedes Messina/Belmiro Barrela).
- 1964 - Larga eu (Osvaldo Moriggi/Venâncio)

## Discografia
- (1964): Larga eu • Selo Momo • 78 rotações[7]
- (1961): Tira a mão daí • Selo Califórnia • 78 rotações
- (1953): Gênio mau/Com mulher...só assim • Selo Todamérica • 78 rotações
- (1952): Não brinco em serviço/Roda da vida • Selo Todamérica • 78 rotações